# Рубинофф, Дэвид
Дэвид Рубинофф (англ. David Rubinoff, известный также как Dave Rubinoff; 1897—1986) — американский скрипач.
Был популярен в 1930-х и 1940-х годах в различных радиопрограммах, играя на скрипке Страдивари, застрахованной на 100 000 долларов. Иногда его называли Рубинофф и его скрипка (Rubinoff and his Violin).

## Биография
Родился 13 сентября 1897 года в городе Гродно Российской империи в многодетной еврейской семье, родители — Рубин (англ. Ruben Rubinoff) и Либби (англ. Libby Zaparowitz) Рубинофф.
Когда ему было пять лет, он уговорил родителей купить ему скрипку. Позже изучал музыку в Королевской консерватории в Варшаве, где в 1911 году познакомился с композитором Виктором Хербертом, который был настолько впечатлен его игрой, что перевёз всю семью Рубинофф в Питтсбург. Здесь Дэвид учился в школе Forbes School, в конце концов став солистом Питтсбургского симфонического оркестра и выступал с оркестром в США и за рубежом.
Создал свой собственный оркестр, получивший название Rubinoff and his Orchestra, став главной звездой в радиопрограмме The Chase and Sanborn Hour. Его популярность на радио привела к созданию собственной программы на NBC, выходившей в 1935—1936 годах.
Дэвид Рубинофф работал постоянным дирижёром и солистом в Парамаунт-театре в Нью-Йорке. Познакомившись с музыкантом Руди Валле, он подписал контракт для участия в Cantor show.
Скрипач выступал в Белом доме для президентов Герберта Гувера, Франклина Рузвельта, Дуайта Эйзенхауэра и Джона Кеннеди.
В роли самого себя Дэвид Рубинофф появляется в голливудских фильмах Thanks a Million (1935) и You Can't Have Everything (1937).
Умер 6 октября 1986 года в Колумбусе, штат Огайо (по другим данным — в Лос-Анджелесе); был похоронен на кладбище Beth Shalom Cemetery в Питтсбурге, штат Пенсильвания.